# Вапаавуори, Ян
Ян Пеллерво Вапаавуори (фин. Jan Pellervo Vapaavuori; род. 3 апреля 1965, Хельсинки, Финляндия) — финский политик, член Парламента Финляндии от партии Национальная коалиция; мэр Хельсинки (2017—2021).
В прошлом — министр промышленности Финляндии в правительствах Юрки Катайнена и Александра Стубба (2012—2015).

## Биография
Родился 3 апреля 1965 года в Хельсинки, в Финляндии.
Член партии Национальная коалиция.
С 19 апреля 2007 по 22 июня 2010 года исполнял должность министра жилищного строительства Финляндии во втором правительстве Матти Ванханена и с 22 июня 2010 по 22 июня 2011 года продолжил исполнение тех же обязанностей в кабинет Мари Кивиниеми.
С 16 ноября 2012 года был назначен министром промышленности Финляндии в правительстве Юрки Катайнена.
По словам бывшего исполнительного директора судостроительной компании Masa-Yards Мартина Саарикангаса, в связи с потерей компанией STX Finland тендера на строительство судна на судоверфи в Турку из-за отказа правительства Финляндии о выделении компании денежного кредита, министр Ян Вапаавуори «войдет в историю, как человек, который убил финскую судостроительную промышленность». Министр отверг критику в свой адрес и адрес правительства.
21 апреля 2014 года первый из политиков заявил о своём намерении бороться за пост председателя партии Национальная коалиция и соответственно за кресло премьер-министра в правительстве Финляндии. По опросам общественного мнения, вместе с Паулой Рисикко заняли вторые позиции после Александра Стубба (24 % опрошенных хотели бы видеть их в будущем премьер-министром).
12 февраля 2015 года министр был представлен правительством в качестве кандидата от Финляндии на пост члена правления Европейского инвестиционного банка и 1 сентября утверждён в качестве заместителя генерального директора и члена правления банка.
На муниципальный выборах, прошедших 9 апреля 2017 года, получил рекордное за всю историю число голосов в качестве кандидата в мэры Хельсинки.

## Награды
- Орден Трёх звёзд II степени (9 сентября 2013, Латвия)[12].